# Katran, Yenipazar
Katran là một xã thuộc huyện Yenipazar, tỉnh Bilecik, Thổ Nhĩ Kỳ. Dân số thời điểm năm 2011 là 190 người.